# 5933 Kemurdzhian
5933 Kemurdzhian (1976 QN) là một tiểu hành tinh vành đai chính được phát hiện ngày 26 tháng 8 năm 1976 bởi N. S. Chernykh ở Nauchnyj.